# Efecto Diderot

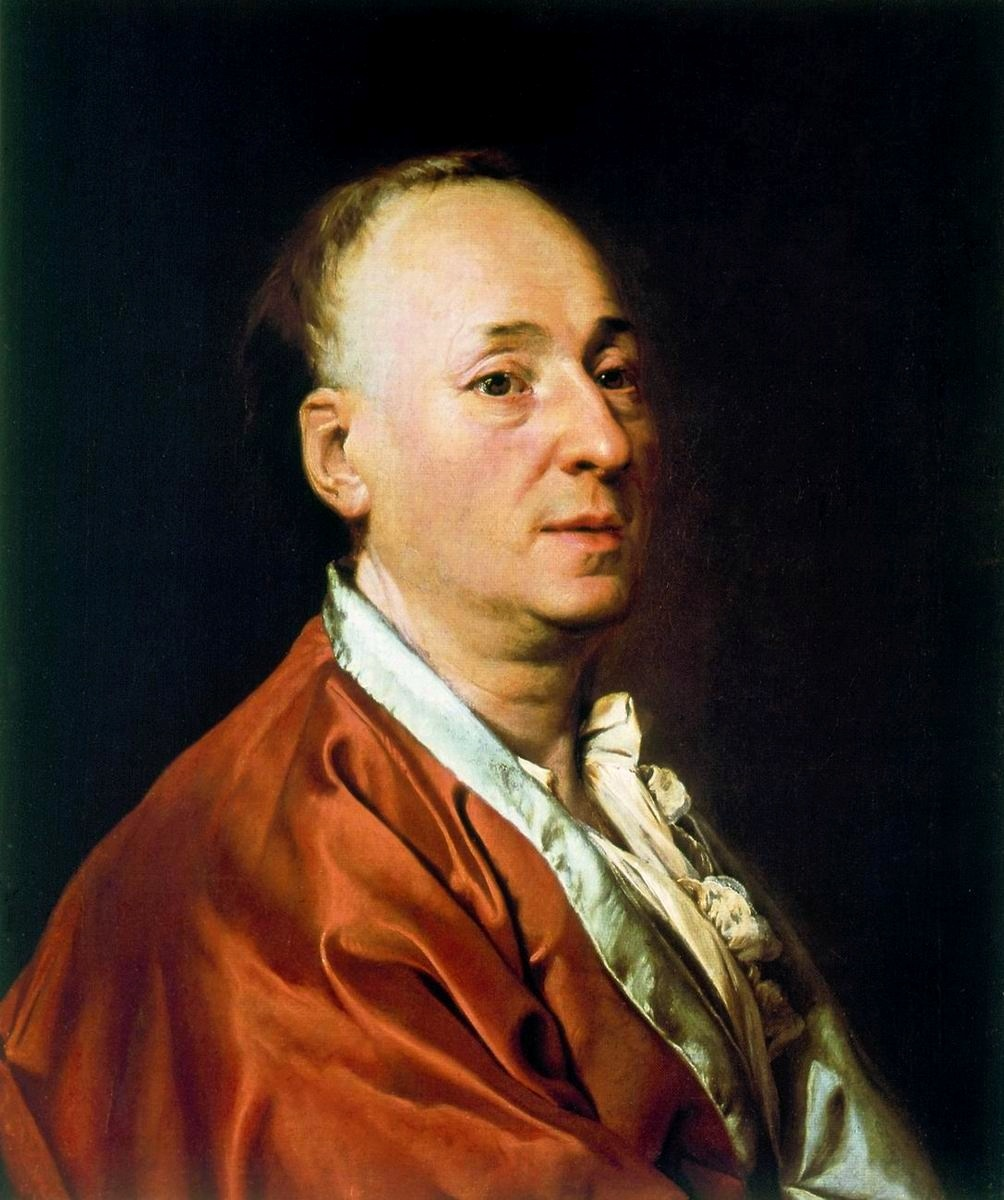

El efecto Diderot es un fenómeno social relacionado con los bienes de consumo. Está basado en dos ideas: La primera idea es que los bienes adquiridos por los consumidores se alinearán con su sentido de identidad y, como resultado, se complementarán entre sí. La segunda idea establece que la introducción de una nueva posesión que se desvíe de los bienes complementarios actuales del consumidor puede resultar en un proceso de consumo en espiral. El término fue acuñado por el antropólogo canadiense y estudioso de los patrones de consumo Grant McCracken en 1988 y lleva el nombre del filósofo francés Denis Diderot (1713-1784), quien describió por primera vez el efecto en un ensayo.
El término se ha vuelto común en las discusiones sobre consumo sostenible y consumismo verde en lo que respecta al proceso por el cual una compra o un regalo crea insatisfacción con las posesiones y el medioambiente existentes, provocando un patrón de consumo potencialmente en espiral con impactos ambientales, psicológicos y sociales negativos.

## Origen
El efecto se describió por primera vez en el ensayo de Diderot «Lamentos por separarse de mi vieja bata». Aquí cuenta cómo el obsequio de una hermosa bata escarlata conduce a resultados inesperados que finalmente lo endeudan. Inicialmente complacido con el regalo, Diderot llegó a lamentar su nueva prenda. En comparación con su elegante bata nueva, el resto de sus pertenencias comenzaron a parecer de mal gusto y se sintió insatisfecho de que no estuvieran a la altura de la elegancia y el estilo de su nueva posesión. Remplazó su vieja silla de paja, por ejemplo, por un sillón tapizado en cuero marroquí; su viejo escritorio fue remplazado por uno nuevo y caro; sus impresiones que antes amaba fueron remplazadas por impresiones más costosas, y así sucesivamente. «Yo era el amo absoluto de mi vieja bata», escribe Diderot, «pero me he convertido en esclavo de la nueva (…) Cuidado con la contaminación de la riqueza repentina. El pobre puede descansar sin pensar en las apariencias, pero el rico siempre está bajo presión».